# Vila Velebita

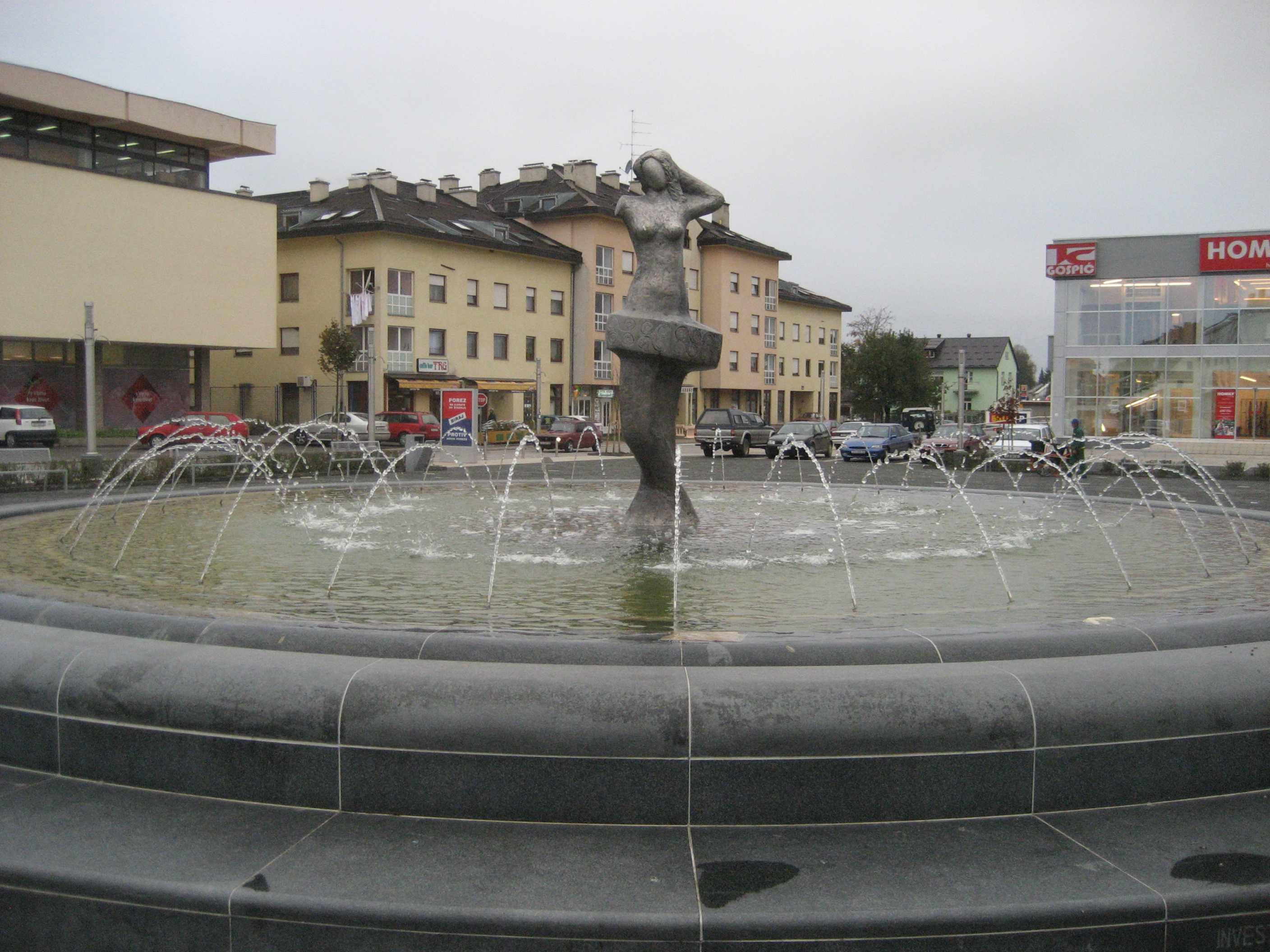
Фонтан Вила Велебита в Госпиче

Vila Velebita (Вила Велебита) — хорватская народная песня второй половины XIX века времён Иллирийского движения. Аллегорическая песня посвящена Виле, женскому природному духу славянской мифологии в облике прекрасной девушки, которая по легенде живёт в горах Велебит.
Первое публичное исполнение песни состоялось в 1882 году в Загребе по случаю двадцатилетнего юбилея хорватского клуба «Коло». Авторы текста и мелодия песни неизвестны. По сообщениям некоторых источников, текст могли написать поэт Данило Медич или Лавослав Вукелич, а мелодию — композитор Мийо Майер.
Первая запись текста и мелодии песни относится к 1893 году, когда хорватский историк Векослав Клаич включил её в свой «Хорватский песенник» (Hrvatska pjesmarica). Он записал мелодию и первый куплет основываясь на передаче песни Венцеславом Новаком, который слышал её в исполнении жителей города Сень.
Во времена социалистической Югославии исполнение песни Vila Velebita, из-за её якобы националистического текста, было уголовно наказуемо. Однако её нередко пели на частных торжествах, в особенности на свадьбах. Из-за запрета песня официально не издавалась, лишь во время Хорватской весны она вышла в виде 7" пластинки-сингла. После обретения Хорватией независимости в 1991 году запрет был снят. Vila Velebita и по сей день остаётся одной из самых популярных хорватских песен.
Название «Вила Велебита» носил один из первых двух учебных кораблей мореходной школы города Бакар, спущенный на воду в 1908 году. На нём проводились первые хорватские научные и океанографические экспедиции. В 1973 году было введено в эксплуатацию ещё одно учебное судно мореходного училища, получившее название «Вила Велебита II».